# 長谷世貿聯合國大樓
22°38′36″N 120°18′53″E / 22.64333°N 120.31472°E
長谷世貿聯合國大樓是位於臺灣高雄市三民區的一幢摩天大樓，樓高221.6米，共地上50層、地下5層，由李祖原、王重平建築師事務所設計，長谷建設興建，互助營造承造，是少數使用花崗岩作為外牆材料的摩天大樓。1992年完工後成為臺灣第一高樓、以及臺灣首棟高度超過200公尺的建築物，直到1993年被位於台北市的新光人壽保險摩天大樓取代。

## 外部連結
- 高雄長谷會議中心官方網站
- 國家文化資料庫：長谷世貿聯合國大樓 （页面存档备份，存于）